# Ron Anderson (basket-ball)
Pour les articles homonymes, voir Ron Anderson et Anderson.
Ronald Gene Anderson (né le 15 octobre 1958 à Chicago, Illinois) est un joueur américain de basket-ball qui a joué pendant une dizaine d'années en NBA avant de finir sa carrière en Europe. Il mesure 2,02 m et joue au poste d'ailier.

## Biographie
Il est né dans une famille de six enfants de Chicago.

### Carrière américaine
Anderson joue dans l'équipe universitaire des Fresno State Bulldogs de l'Université d'État de Californie à Fresno, après un passage à Santa Barbara City College. Découvert tardivement, à 17 ans, sur le plan sportif, il sort de l'université à 26 ans. Il est drafté au second tour par les Cavaliers de Cleveland en 1984, qui comprend les futurs hall of famers Michael Jordan, Hakeem Olajuwon, Charles Barkley et John Stockton. Anderson joue dix ans en NBA  successivement aux Cavaliers, aux Pacers de l'Indiana, aux 76ers de Philadelphie, aux Nets du New Jersey puis Bullets de Washington. En 1993-1994, il fait détour par la Continental Basketball Association aux Rochester Renegade.
Son âge d'or est aux Sixers, où il émarge à plus de 10 points par saison pendant cinq années avec un record à 16,2 points durant la saison NBA 1988-1989 aux côtés d'un Charles Barkley qui l'apprécie. Il compile au total 7 056 points (moyenne de 10,6), 2 312 rebonds (3,5) et 952 passes décisives (1,4).

### Carrière européenne
Il a joué en professionnel en Europe jusqu'à 41 ans à Montpellier Basket à partir de 1994-1995 (année où il est meilleur marqueur du championnat de France) puis deux nouvelles saisons (1997-1999), au Maccabi Tel-Aviv aux Atlantic City Seagulls (1995-1996), au Mans (1996-1997), le NPO Tours lors de la saison (1997-1998) et enfin Angers. Il remporte le concours de tirs à 3 points lors du All-Star Game LNB 1997.
Il continue à jouer plusieurs années au basket-ball dans les divisions amateurs (N3) à La Séguinière Saint-Louis Basket.
vivant avec une française, il a une fille, Angie, née en 2003. Bien qu'il n'en ait pas le besoin matériel, il travaille également comme vigile dans un supermarché de Saint-André-de-la-Marche.
À 52 ans, gêné par des problèmes de genou, il met un terme à 32 ans de carrière le 27 novembre 2010. En fin d'année 2011, il devient entraîneur de l'équipe de R3 de l'Union Saint-André de la Marche Bégrolles Basketball, après avoir refusé de prendre la tête de l'équipe 2 de la Séguinière à l'intersaison.

### Famille
Son fils Ron, né d'un premier mariage, a joué en NCAA à Kansas State University puis à South Florida University, au poste d'ailier. Durant la saison 2015/16, il fait ses premiers pas en France, dans le championnat de Nationale 1, avec l'équipe de Berck (ABBR Opale Sud) pour 10,7 points à 48,2 % à 2 points, 10,3 rebonds et 1,4 passe décisive pour 16 d'évaluation en 30 minutes de moyenne sur 33 matchs puis signe pour 2016-2017 avec l'autre club français de NM1 du Rueil AC. Ron junior évolue depuis 2021 au Toulouse BC.